# Protaetia milani
Protaetia (Macroprotaetia) milani – gatunek chrząszcza z rodziny poświętnikowatych i podrodziny kruszczycowatych.
Gatunek ten został opisany w 1994 roku przez P. Antoine'a i D. Pavicevica.
Ciało purpurowobrązowe. Przedplecze o krawędziach bocznych w tylnej połowie płytko wgłębionych, mniej grubo i rzadziej punktowane niż u P. maxwelli. Pokrywy o przyszwowym żeberku słabo wystającym za wierzchołek i zaokrąglenie zakończonym. U samca golenie przedniej pary odnóży zawsze z jednym ząbkiem. Paramery mają wewnętrzne części o bokach u wierzchołka falistych, i grubszych niż u P. maxwelli.
Chrząszcz orientalny, znany z indonezyjskiej Sumatry oraz Półwyspu Malajskiego.